# Common Data Format
Common Data Format(CDF)は1985年からNASAの米国宇宙科学データセンター(NSSDC)によって開発されたデータ形式である。このソフトウェアは多次元のデータセットの格納・操作をすることができる。CDFはクロスプラットフォームなデータ形式であり、Windows・Linux・macOSなどの様々なOS上で用いられる。